# Risifrutti

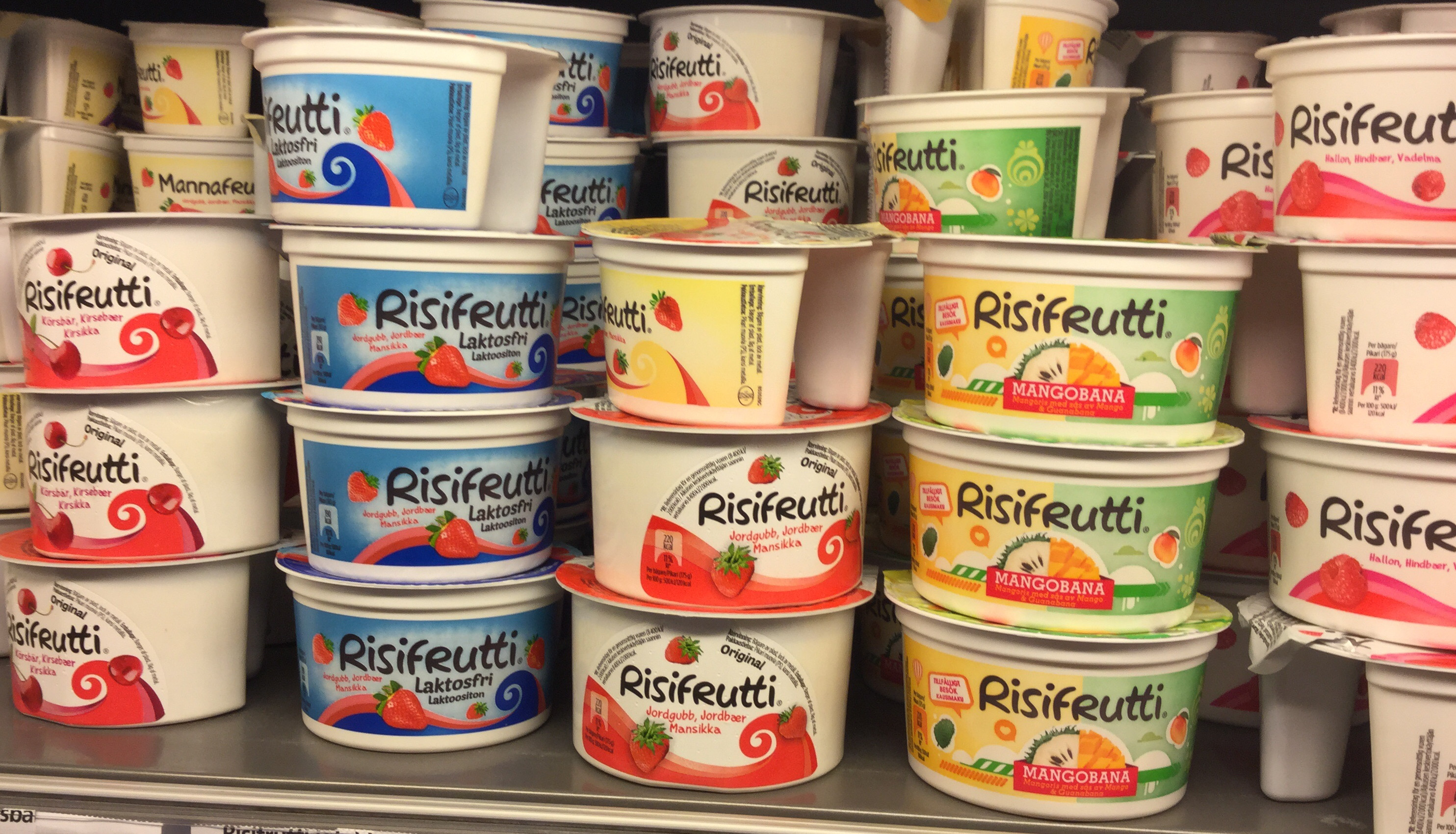
Förpackningar med Risifrutti i en livsmedelsbutik.

Risifrutti är ett svenskt varumärke skapat 1992, för en risdessert med vaniljsmak, liknande kall risgrynsgröt eller Ris à la Malta, och en separerad bärsås. Risifrutti tillverkades ursprungligen av BOB, men är nu ett eget varumärke under Orkla Foods Sverige. Originalet innehåller bland annat mjölk, ris, socker, bär, grädde, förtjockningsmedel och aromer som vanillin. I september 2021 började en växtbaserad/vegansk version av risifrutti säljas.

## Historia och marknadsföring
Produkten blev snabbt populär bland konsumenterna. 1995 blev Risifruttis sortiment större, smakvarianterna fler och produkten började spridas till fler länder som Norge, Danmark och Finland.
Risifrutti marknadsförs som ett mellanmål mellan idrottsaktiviteter.[källa behövs] I samband med lanseringen engagerades Pernilla Wiberg som affischnamn. Senare har andra idrottare figurerat i marknadsföringen av produkten, däribland Kajsa Bergqvist, Therese Alshammar, Magnus Samuelsson och Peter Forsberg.

## Produktion
Risifrutti produceras på Orkla Foods Sveriges fabrik i Örebro. Mjölk, grädde och torrvaror blandas och paketeras sedan tillsammans med frukt- eller bärsås som produceras på Orkla Foods Sveriges fabrik i Kumla.

## Varianter
Risifrutti produceras i ett antal olika smaker och utföranden. De två format som produceras är Original och XL (extra stor) och båda finns i olika smaker på såväl gröt som sylt. Det finns även en variant gjord av mannagryn, kallad Mannafrutti, som lanserades 1995. Även denna produceras i olika smaker och i XL-format. I maj 2002 lanserade Arla Foods en produkt kallad Minimeal som konkurrerade med Risifrutti några år därefter.
Risifrutti Original finns i smakerna respektive utförandena jordgubb, hallon, blåbär, körsbär, skogsbär, pärondröm, äppeldröm med kanel. Risifrutti XL finns i smakerna jordgubb och hallon. Risifrutti UTS (utan tillsatt socker) finns dels i smaken jordgubb och hallon, dels i smaken passion. Risifrutti laktosfri finns i smaken jordgubb. En tillfällig smak är hallon/lakrits. Mannafrutti Original finns i smakerna jordgubb och skogsbär. Mannafrutti XL finns i smaken jordgubb.
Tidigare produkter benämnda risifrutti innefattar Pinacoco (kokosris och ananassylt), Mangobana (mangoris med mango och guanabanasylt), Saffransguld (saffransris och skogsbärssylt), Koladröm (kolaris med hallonsylt), Sommarflirt (smultronsylt), Vintermums (kardemummaris och hallonsylt), Bara Risgröten (större bägare som endast innehåller 500 g gröt) och Smoothie (antingen med hallon och blåbär eller med mango och passion). Yummyfrutti var produkter med produktnamnen Cookies & Cream, Lemon Pie och Strawberry Cheesecake. Havrefrutti fanns med äppelsmak och blåbärssmak. 
Minifrutti var en slät och mindre variant med ett bottenskikt av sylt, där smaken var jordgubb och vanilj.